# Groovin' (chanson)
Singles de The Young Rascals
I've Been Lonely Too Long
(1967) A Girl Like You
(1967)
Groovin' est une chanson écrite par les auteurs-compositeurs-interprètes américains Felix Cavaliere et Eddie Brigati, initialement enregistrée par leur groupe The Young Rascals en 1967. Musicalement, la chanson diffère de la plupart des productions précédentes du groupe, abandonnant le genre garage rock au profit des influences latino-américaines, comme le baião. La chanson est arrangée et enregistrée aux studios Talentmasters, à New York, en mars 1967.
Au départ, Atlantic est sceptique quant à la sortie en single de Groovin’, qui s'éloigne de leur réalisations précédentes. Après l'avoir entendu, le disc-jockey Murray the K convainc Jerry Wexler de la publier. Groovin’ paraît en single le 10 avril 1967 avec Sueño en face B. Elle devient un succès commercial, atteignant la 1re place du Billboard Hot 100 en mai 1967 et culmine au 8e rang au Royaume-Uni.
Lors de sa sortie initiale, Groovin’ est largement acclamée par la critique, qui note la nouvelle direction prise par les Young Rascals avec ce single,,. En raison de son succès, elle devient la chanson titre du 3e album studio des Young Rascals. L'évaluation rétrospective du single note souvent la nature expérimentale du single,. Peu de temps après la sortie de l'original, Booker T. and the M.G.'s enregistrent une reprise qui atteint le no 21 du Billboard Hot 100, tandis que War et Pato Banton rencontrent le succès avec leurs propres versions.
L'original de Young Rascals figure sur la liste des « 500 chansons qui ont façonné le rock and roll » du Rock and Roll Hall of Fame et reçoit un Grammy Hall of Fame Award.

## Contexte et écriture
En 1966, les Young Rascals accèdent à la notoriété, atteignant la 1re place du Billboard Hot 100 en mai avec Good Lovin', qui établit le style emblématique des Young Rascals : un mélange de garage rock et de rhythm and blues personnalisé par la voix blue-eyed soul de Felix Cavaliere. Les deux singles suivant You Better Run et Come On Up développent ce genre musical. Malgré cela, les deux singles sont des échecs relatifs dans les charts.
À partir de You Better Run, le chanteur Eddie Brigati et Felix Cavaliere forment un tandem d'écriture, où Brigati fourni la plupart des paroles tandis que Cavaliere compose la musique. Mais au début de 1967, les Young Rascals tentent de s'éloigner de leur son rhythm & blues initial. Leur single I've Been Lonely Too Long de janvier 1967 abandonne l'orgue de Cavaliere au profit d'un son d'avantage axé sur le piano. Peu après, Cornish déclare que leur single suivant sera complètement différent, délaissant orgue, guitare ou batterie ; basant plutôt leur son sur les congas, l'harmonica et des chants d'oiseaux.
Pour le thème de la chanson, Cavaliere s'inspire de sa petite amie Adrienne Buccheri, qu'il ne peut voir que le dimanche, en raison du rythme imposé par les tournées et les enregistrements. Les paroles évoquent simplement une promenade tranquille à New York avec celle-ci un dimanche après-midi. Le style musical est dû en grande partie au travail de Cavaliere dans les stations de montagne de l'upstate New York, où il est initié aux rythmes latins. La chanson est composée sur un piano droit dans l'appartement partagé par Brigati et Cavaliere, avant que le duo ne collabore sur les paroles. Cavaliere confie le soin d'écrire les paroles à Brigati parce qu'il pense que celui-ci est meilleur que lui pour exprimer ses propres pensées. Habituellement, Cavaliere fredonnant un air, sur lequel Brigati tente d'écrire des paroles, avant que Cavaliere ne les réorganise à son goût. Cette fois-ci, Cavaliere n'apporte aucun ajustement aux paroles de Brigati.

## Composition et enregistrement
Groovin’ est fortement inspiré de la musique afro-cubaine, notamment en ce qui concerne son rythme et son instrumentation baião, qui sont inédits pour le groupe. Au lieu d'une batterie standard, elle présente l'utilisation de congas jouées par le batteur Dino Danelli et de tambourins par Cornish.
La session d'enregistrement a lieu aux studios Talentmasters sur la 42e Rue à Manhattan, New York, le 27 mars 1967. Bien qu'Atlantic ait offert aux Young Rascals une session de durée illimitée dans ses propres studios, Cavaliere préfère que la session ait lieu à Talentmasters, car de nombreux grands groupes R&B, dont James Brown, y ont enregistré,. Outre les Young Rascals, sont présents dans le studio le frère aîné de Brigati, David, le producteur Arif Mardin et l'ingénieur du son Chris Huston, choisi par David, qui l'a rencontré au début des années 1960 alors qu'il était lui-même membre de Joey Dee and the Starliters, pour assister à la session.
Selon Cavaliere, la structure de Groovin’ est « esquissée » avec Mardin juste avant leur entrée en studio, la décision de retirer la batterie étant  prise à ce moment-là. De plus, Cavaliere choisi de ne pas jouer d'orgue Hammond, préférant se mettre au piano. Cavaliere déclare que Mardin est pour beaucoup dans l'arrangement et la production, même si ce sont les Young Rascals eux-mêmes qui sont crédités, contractuellement, en tant que producteurs.
La piste de base est enregistrée par Cavaliere au chant et au piano, Cornish au tambourin et Danelli jouant du conga et du wood-block. Cavaliere ajoute en overdub un vibraphone et la guitare de Cornish tandis que les frères Brigati fournissent les harmonies vocales. Cornish ne parvenant pas à trouver la ligne de basse correspondant au souhait précis de Cavalière, c'est le musicien de session Chuck Rainey qui s'en charge,. Le temps  de studio étant compté, Chris Huston emploie l'un des concierges de Talentmaster, un musicien nommé Michael Weinstein, pour enregistrer la piste d'harmonica. Celle-ci se trouve sur l'enregistrement mono de Groovin’ publié en single. Cornish revient au studio quelques semaines plus tard pour enregistrer sa propre performance à l'harmonica, utilisée pour le mix stéréo.
Les Young Rascals enregistrent également des versions en espagnol et en italien.

### Parution et réception
Groovin’ sort aux États-Unis le 10 avril 1967, couplée avec Sueño, une autre chanson écrite par Cavaliere et Brigati. Après Good Lovin', c'est le deuxième single des Young Rascals classé à la 1re place du Billboard Hot 100. Il y reste quatre semaines, en alternance avec Respect d'Aretha Franklin. Groovin’ atteint également la 3e position du palmarès Hot Rhythm & Blues Singles de Billboard, est un no 1 pop pour le magazine Cash Box et se classe en tête des charts pop et R&B au Canada. Au Royaume-Uni, Groovin’ culmine à la 8e place. C'est le seul single des Young Rascals à figurer dans le Top 20 britannique,.
En raison de son énorme popularité, Groovin’ est choisie pour être la chanson titre du 3e album studio du groupe, sorti par Atlantic le 31 juillet 1967. Sur les tirages mono de l'album figure la version single de Groovin’, tandis que les copies stéréo incluent la performance alternative d'harmonica de Cornish. Alimenté principalement par le succès de Groovin’, A Girl Like You et How Can I Be Sure (tous deux en 1967), l'album atteint la 5e place du Billboard 200. La chanson apparaît sur la plupart des compilations des Rascals et des Young Rascals, dont Time Peace: The Rascals' Greatest Hits en 1968, classée no 1 du Billboard 200,.

## Accueil et notoriété
Les Young Rascals sont invités deux fois au Ed Sullivan Show en raison du succès de Groovin’, l'interprétant en live le 4 juin et le 10 septembre 1967. La chanson est certifiée disque d'or par la RIAA le 13 juin pour plus de 500 000 exemplaires vendus.
La chanson figure dans la liste des « 500 chansons qui ont façonné le rock and roll » de Rock and Roll Hall of Fame et reçoit un Grammy Hall of Fame Award en 1999. Le LP Groovin’ figure en 95e position dans le livre Les 1001 albums qu'il faut avoir écoutés dans sa vie.

## Musiciens
- Felix Cavaliere : chant, piano, vibraphone
- Gène Cornish : guitare, tambourin, harmonica (version stéréo)
- Dino Danelli : conga, wood-block
- Chuck Rainey : basse
- Michael Weinstein : harmonica (version mono)
- Eddie Brigati : chœurs
- David Brigati : chœurs

## Classements hebdomadaires
| Palmarès (1967)                                     | Meilleure position |
| --------------------------------------------------- | ------------------ |
| Afrique du Sud - Springbok Radio                    | 18                 |
| Allemagne - GfK Entertainment - Top-100 single      | 20                 |
| Australie - Kent Music Report - Top 100             | 3                  |
| Australie - Go Set - Top 15                         | 4                  |
| Canada - RPM - Official 100 Single Survey           | 1                  |
| Canada - RPM - R&B List                             | 1                  |
| États-Unis - Billboard - Hot 100                    | 1                  |
| États-Unis - Billboard - Hot Rhythm & Blues Singles | 3                  |
| États-Unis - Cash Box - Top 100                     | 1                  |
| États-Unis - Cash Box - Top 50 R&B                  | 3                  |
| États-Unis - Record World - 100 Top Pops            | 1                  |
| États-Unis - Record World - Top 50 R&B              | 2                  |
| Nouvelle-Zélande - New Zealand Listener             | 13                 |
| Pays-Bas - Het Parool - Top 20                      | 16                 |
| Pays-Bas - Radio Veronica - Nederlandse Top 40      | 19                 |
| Rhodésie - Lyons Maid                               | 3                  |
| Royaume-Uni - Record Retailer - UK Singles ,        | 8                  |

## Reprises notables

### Version de Booker T. & the MG's
Singles de Booker T. and the M.G.'s
Hip Hug-Her
(1967) Winter Snow
(1967)
Le 26 avril 1967, Booker T. and the M.G.'s enregistrent une version instrumentale de Groovin’ au studio Stax à Memphis, Tennessee, avec ce qui constitue la majorité du 5e album studio du groupe, Hip Hug-Her (1967).
L'enregistrement est produit par le cofondateur de Stax, Jim Stewart, lors de sa dernière session avec le groupe. L'interprétation est réarrangée pour s'adapter à leur son plus rock et soul, avec une batterie jouée par Al Jackson Jr., tandis que Donald "Duck" Dunn fournit la basse et Booker T. Jones retranscrit la ligne vocale à l'orgue Hammond B-3. Le guitariste Steve Cropper complète l'enregistrement avec des triolets au piano et sa guitare habituelle. Selon Richie Unterberger, l'interprétation de Booker T. est un hommage aux Young Rascals, qui idolâtrent les groupes rhythm and blues.
Groovin’ paraît le 23 mai 1967 sur l'album Hip Hug-Her, et en single le 12 juin 1967, avec Slim Jenkin's Place en face B. Le disque se classe no 21 du Billboard Hot 100 le 23 septembre 1967 et la 10e place du palmarès R&B. Il est no 2 au Canada.

### Autres versions
De nombreux artistes enregistrent Groovin’ à leur tour. Il en existe plus de 110 versions dans les styles soul, jazz, funk, rock, reggae, etc.,
En 1985, le groupe américain War reprend Groovin’ sur son album Where There's Smoke. Paru en single, elle se classe no 30 du palmarès Billboard Adult Contemporary.
En 1996, Pato Banton enregistre une version avec The Reggae Revolution qui atteint la 14e place au Royaume-Uni. Cette version est un un succès majeur en Nouvelle-Zélande où elle est classée no 4 et certifiée disque d'or (5 000 exemplaires).
On peut citer également :
- 1967
  - Sam the Sham and the Pharaohs sur leur album The Sam The Sham Revue ;
  - The Ventures (version instrumentale) sur l'album $1,000,000,00 Weekend ;
  - Petula Clark (sous le pseudonyme de Pet Clark) sur son album Theses Are My Songs ;
- 1968
  - George Benson (instrumental) sur Giblet Gravy ;
  - Aretha Franklin sur Lady Soul ;
  - Willie Mitchell (instrumental) sur Solid Soul ; cette version est samplée par GZA en 1995 sur l'album Liquid Swords dans son morceau éponyme, et par Jazmine Sullivan dans son morceau My Foolish Heart sorti en 2008 sur l'album Fearless ;
  - Johnny Nash sur Hold Me Tight ;
  - Gladys Knight and the Pips sur Silk N' Soul ;
- 1969 : Ace Cannon (instrumental) sur Ace of Sax ;
- 1970 : Marvin Gaye sur That's the Way Love Is ;
- 1974 : Jimmy Smith (instrumental) sur Blacksmith ;
- 1978 : Wilson Pickett sur A Funky Situation ;
- 1990 : Marcia Griffiths sur Carousel ;
- 1994 : The Manhattan Transfer avec Felix Cavaliere sur Tonin' ;
- 1995 : Ringo Starr & His All-Starr Band avec Felix Cavaliere, version enregistrée lors d'un concert à Atlantic City et publiée en 2001 sur l'album The Anthology... So Far.
- 2000 : Bill Wyman's Rhythm Kings sur leur album également intitulé Groovin’ ;

## Au cinéma
La chanson est utilisée dans plusieurs films, dont :
- 1986 : Platoon d'Oliver Stone ;
- 1987 : Génération perdue de Joel Schumacher ;
- 1995 : Apollo 13 de Ron Howard ;
- 1996 : Kazaam de Paul Michael Glaser, avec Shaquille O'Neal, version de Pato Banton & The Reggae Revolution ;
- 2008 : Fly Me to the Moon de Ben Stassen, interprétée par Quentin Alloy ;
- 2009 : Good Morning England  de Richard Curtis ;
- 2011 : Le Casse de Central Park de Brett Ratner avec Ben Stiller et Eddie Murphy, version de Booker T. & the M.G.s ;
- 2012 : Expendables 2 : Unité spéciale de Simon West, interprétée par Felix Cavaliere ;
- 2017 : Un cœur à prendre de Hallie Meyers-Shyer, avec Reese Witherspoon, version d'Aretha Franklin.

Groovin’ est ajoutée en 2004 dans l'édition Deluxe de la bande originale d'Easy Rider.